# Відправлення на поїзді з Єрусалиму
«Відправлення на поїзді з Єрусалиму» (друга назва — «Єрусалим із поїзда», фр. Départ de Jérusalem en chemin de fer) — німий короткометражний фільм Луї Люм'єра. Прем'єра відбулася у 1897 році.

## Сюжет
Поїзд вирушає із залізничної станції Єрусалиму. По ходу руху він проїжджає повз різні групи людей — спочатку повз європейців, потім палестинських арабів і, нарешті, повз палестинських євреїв. Представники цих груп населення відрізняються між собою практично у всьому, включаючи одяг, головні убори та зачісками. Крім залізничної станції, на задньому фоні видно тільки руїни, напівзруйновані стіни і нічого більше.